# إرنست ميلر (مصور سينمائي)
إرنست ميلر (بالإنجليزية: Ernest Miller)‏ هو مصور سينمائي أمريكي، ولد في 7 مارس 1885 في باسادينا في الولايات المتحدة، وتوفي في 23 أبريل 1957 في لوس أنجلوس في الولايات المتحدة.

## وصلات خارجية
- إرنست ميلر على موقع IMDb (الإنجليزية)
- إرنست ميلر على موقع ألو سيني (الفرنسية)
- إرنست ميلر على موقع قاعدة بيانات الأفلام السويدية (السويدية)
- إرنست ميلر على موقع قاعدة بيانات الفيلم (الإنجليزية)
- إرنست ميلر على موقع كينوبويسك (الروسية)